# القوة البرية الأوكرانية
القوات البرية الأوكرانية (الأوكرانية: Сухопутні війська ЗСУ، Sukhoputni viys'ka ZSU) هي عنصر القوة العسكرية من الأراضي في أوكرانيا. وتم تشكيل لأنهم من تشكيلات الجيش السوفياتي، والوحدات والمؤسسات، بما في ذلك ثلاث مناطق عسكرية (في كييف، والكاربات، والمناطق العسكرية أوديسا)، التي كانت على التربة الأوكرانية عندما انهار الاتحاد السوفياتي في 1990-1992. بين سقوط الاتحاد السوفياتي وأواخر 1990s، أبقت أوكرانيا الكثير من معدات الجيش من تلك الحقبة. منذ ذلك الحين، طورت أوكرانيا قواتها البرية مع إضافات متطورة من الهندسة الداخلية والتعديلات. حاليا، والقوات المسلحة الأوكرانية شراء معدات عسكرية من روسيا فقط وغيرها من دول رابطة الدول المستقلة، وكذلك تنتج محليا بعض المعدات الخاصة بها.

## التاريخ

### التاريخ المبكر
وكان كل منها قبل انهيار الاتحاد السوفياتي، وثلاثة الحكم الذاتي دولتين منفصلتين الأوكرانية كانت موجودة خلال القرن 20، القوات المسلحة الوطنية. أكبر من هذه، والأوكرانية الجمهورية الشعبية، وجدت نفسها لثلاثة أنظمة منفصلة. جيش الشعب الأوكراني هو مثال واحد من القوات المسلحة الوطنية في وقت مبكر. وجود حركات الاستقلال المسلحة الأخرى في أعقاب كل من الحرب العالمية الأولى والحرب العالمية الثانية، وهذه الجيوش قد منظمتهم والزي المدرسي. وقد أدرجت في نهاية المطاف هذه القوات المسلحة، ووطن مستقل الأوكرانية التي حاربوا، في الدول المجاورة لبولندا والاتحاد السوفيتي والمجر ورومانيا وتشيكوسلوفاكيا. [1]

### انهيار الاتحاد السوفياتي
بعد تفكك الاتحاد السوفياتي وإعلان استقلال أوكرانيا تجدد في عام 1991، ورثت أوكرانيا واحدة من أكبر الجيوش وأقواها في أوروبا. وقد تم تجهيز الجيش الأوكراني مع الدبابات الحديثة، وناقلات الجنود المدرعة والمدفعية والصواريخ تكنولوجيا الدفاع والأسلحة النووية. في ذلك الوقت، شملت قوات برية من أوكرانيا: ثلاثة جيوش من القوات المشتركة (بما في ذلك الحرس الجيش 1 والجيش 13th والجيش 38)، وجيوش دبابات اثنين (6 دبابات الحرس الجيش ودبابات الجيش 8)، والجيش 32 السلك في سيمفيروبول.
وشملت القوات المسلحة في أوكرانيا حوالي 780,000 فردا، 7000 عربات مدرعة ودبابات 6500، 2500، والصواريخ النووية التكتيكية عندما أنشئت من أجلها. ومع ذلك، فإن المشكلة التي تواجه أوكرانيا وأنه على الرغم من انها عسكرية واسعة، فإنه يفتقر إلى السليم، وهيكل القيادة المركزية. لذلك، في 24 أغسطس 1991، المجلس الأعلى لأوكرانيا صدقت على اتخاذ القرار تحت سيطرتها، وجميع وحدات عسكرية من القوات المسلحة السوفياتية السابقة الواقعة في أراضي أوكرانيا، وبدوره في إنشاء واحدة من أهم الوزارات، وزارة الدفاع. بحلول نهاية عام 1992، منطقة كييف العسكرية المنحلة، وأوكرانيا تستخدم هياكلها كأساس لوزارة الدفاع الأوكرانية وهيئة الأركان العامة. [2]

### إصلاح والتنمية
القوات البرية تنفذ خطة التي وردت في عام 2000، التي تتضمن خفضا في عدد القوات من 300000 إلى 240000 الحالية بحلول عام 2015، وحدوث تغير في نهاية المطاف من قوة المجند المستندة جزئية لمؤسسة عسكرية كاملة الاحتراف. [3] وكان المسؤولون على الرغم من أن الجيش الأوكراني تلقى ما يزيد قليلا عن نصف ساعة 68000000 وعدت به من أجل الإصلاح في عام 2001، وقادرة على حل nine أفواج وإغلاق القواعد العسكرية المحلية 21. 

شعار الجيش الأوكراني.

وفقا لبرنامج الدولة لإصلاح القوات المسلحة الأوكرانية والتنمية لعام 2005، فإن القوات البرية لديها أكبر نسبة من العاملين في جميع الخدمات (تصل إلى 54 ٪). وتستند هذه النسبة على المهام الموكلة للقوات المسلحة، وأيضا على حقيقة أن الوضع الاقتصادي الحالي في أوكرانيا لا يمكن أن نؤيد أي أرقام أكبر القوات. ومع ذلك، لا تزال القوات البرية ذات الأولوية في عدد الأفراد والأسلحة والمعدات العسكرية أولويات التنمية وتطوير أنظمتها في المستقبل، والتي سوف تتوافق مع متطلبات الحرب الحديثة. القوات البرية سوف تنسق بشكل وثيق مع مهامهم فروع الجيش الأخرى، وإشراك الفنون العسكرية والمعدات المناسبة. وسيتم أيضا أن تكون المشاركة في أنشطة إنفاذ القانون في حالات الطوارئ، والتعامل مع آثار الكوارث الطبيعية والتكنولوجية، وتقديم المساعدة العسكرية إلى بلدان أخرى، والانخراط في نشاطات التعاون العسكري الدولية (الأمم المتحدة)، والمشاركة في عمليات حفظ السلام الدولية وفقا للاتفاقات الدولية.
في المدى القصير، فإن التحول إلى جيش محترف لا تنقذ أوكرانيا أي أموال لأن التدريب والإسكان أعداد أكبر من الجنود المحترفين وسوف تكلف أكثر من دعم المجندين. ومع ذلك، في المدى الطويل، فإن انخفاض عدد الجنود الذين يخدمون فترات أطول لا تساعد فقط على المحافظة على الميزانية العسكرية، ولكن سيسمح أيضا لتحسين تدريب قواتها.

## التدريب
وكان الهدف تدريب القوات المسلحة الأوكرانية في عام 2006 إلى دعم الحركة، واستعداد القوات لتنفيذ مهمات محددة في حالات محددة من العمالة. وهي تأخذ في الاعتبار هيكل القوة الحالي، وتنظيم القوة والموظفين، ومستوى مانينغ، والأسلحة والمعدات، والاحتياطيات من الوسائل المادية والتقنية.
مستوى الاستعداد القتالي المسلحة الأوكرانية القوات مؤشرا على كفاءة القيادة والسيطرة العسكرية، وعلى قدر من النفعية لتنفيذ ميزانية الدفاع. بل هو أيضا العامل الرئيسي لتحسين صورة أوكرانيا في مجال الاستقرار والأمن الدوليين. وهكذا، ركزت وزارة الدفاع وهيئة الأركان العامة جهودها الرئيسية على تحديد أهداف ومحتوى التدريب على القتال الموظفين لاتخاذ تدابير عملية لتكثيف والوصول إلى النتائج النهائية وفقا للمفهوم الاستراتيجي لاستخدام القوات المسلحة الأوكرانية.
وقد وجهت الجهود الرئيسية والموارد المشتركة لقوات الرد السريع (JRRF) التدريب. كما اتخذت تدابير للحفاظ على مستوى عال من الكفاءة القتالية للوحدات قوات الدفاع الرئيسية، وأداء البعثات من قبل الوحدات، وتأمين وممارسة الأعمال المشتركة مع التكوينات الأخرى. وأحاطت القوات المسلحة الأوكرانية الاستفادة من الفرص التي توفرها التدريبات المتعددة الجنسيات لرفع مستوى الكفاءة القتالية.
كما شهد عام 2006 الأوكراني التكتيكية أول عملية واسعة النطاق خاصة مع نشر العملية في مستشفى عسكري متنقل من المركز الطبي العسكري للقوات الجوية. تشارك فيها عدة طائرات الإسعاف ومعدات مدرعة (APC). خلال المرحلة العملية من احتمالات استخدام طائرات الإخلاء الطبي. تم اختبار أيضا طائرات هليكوبتر للإجلاء الطبي والسيارات. في إطار التدريب وشملت مؤتمرا دوليا للأبحاث حول "أساس المنهجية المنظمة الدعم الطبي للقوات المسلحة"، شارك فيها ممثلون من القوات المسلحة لأوكرانيا، ودول حلف شمال الأطلسي وشركاء آخرين.
في عام 2007 وكان الأمثل لنظام النطاقات ممارسة / التدريب، وخفض عددها وتوفير دور متخصصة.
النطاقات تدريب القوات البرية:-
- جيتومير تدريب الأسلحة المشتركة المدى.
- يافوريف تدريب الأسلحة المشتركة المدى.
- يافوريف المركز الدولي لحفظ السلام والأمن
- Shyroky لأن متوسط
- ديسنا تدريب القوات البرية المركز

## فروع القوات البرية

### القوات المدرعة والآلية

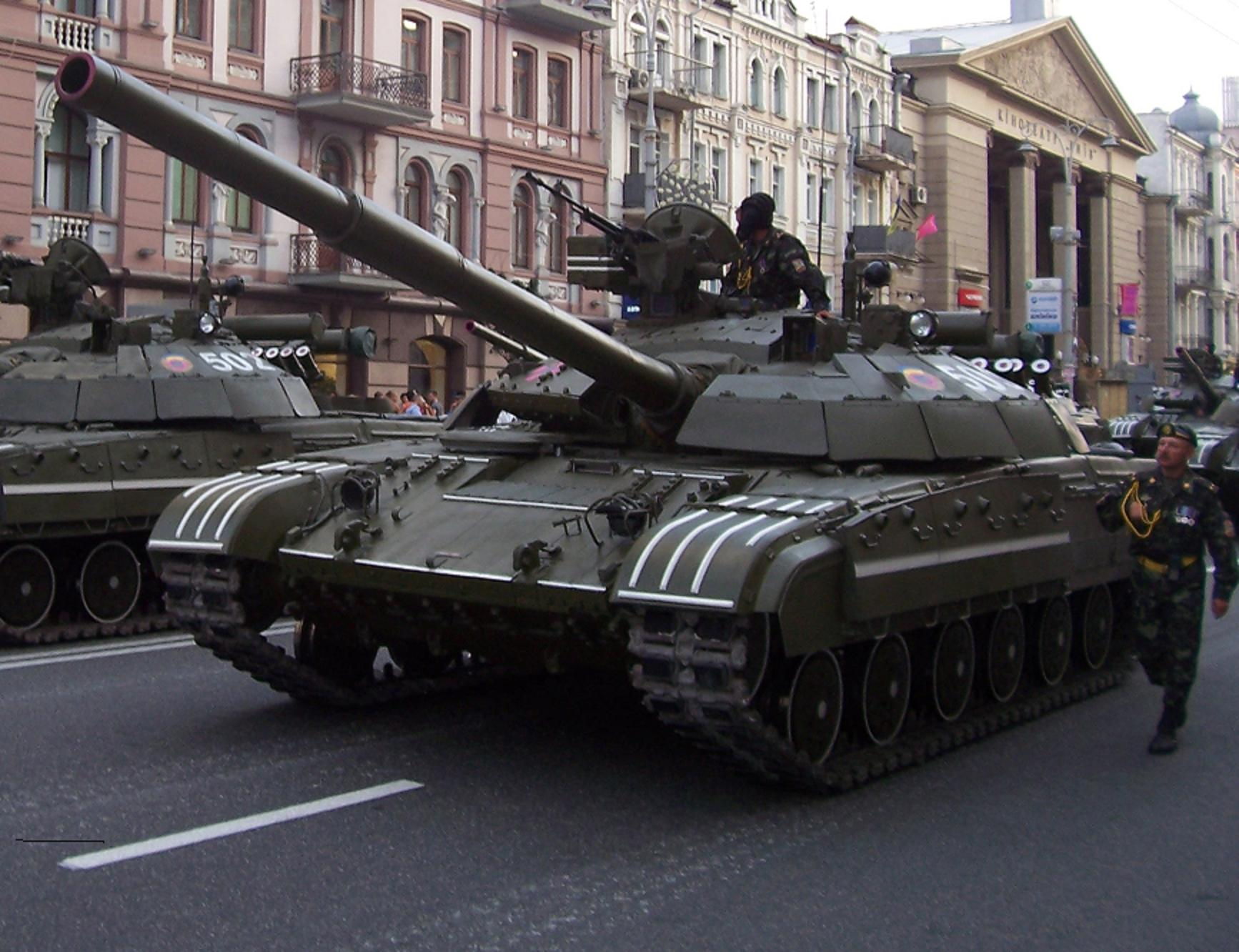
T-64BM Bulat on parade, a Ukrainian upgrade of the تي-64, produced by the KMDB

القوات المؤللة والمدرعة هي المكونات الرئيسية للقوات البرية الأوكرانية. أهدافها الأساسية في الحرب هي للسيطرة على المناطق المحتلة، وخطوط والمواقف والدفاع عنها ضد أي هجوم، اختراق الخطوط الدفاعية للعدو، وهزيمة قوات العدو، والتقاط مجالات هامة، وخطوط، والأهداف، وتوريد وأخيرا الدعم لقوات المارينز والقوات الهبوط الأخرى.
منذ سقوط الاتحاد السوفياتي، وقد حلت بعدد كبير من التشكيلات السابقة ميكانيكية التربة السوفياتي على الأوكرانية—ويقول المعهد المجاميع قد انخفضت من 14 الانقسامات، في عام 1992، إلى قسمين، ألوية الست، وكتيبة واحدة مستقلة في عام 2008 [7] واليوم، ويطلق على كل تشكيلات الألوية المدرعة والآلية. ومع ذلك، تبقى بعض الانقسامات السابقة بالقرب من قوة الانقسام.

### Airmobile قوات الجيش والطيران
الطيران في الجيش، وبعد لتغطية تحركات القوات، وحتى عن طريق فرع الأكثر قدرة على المناورة من الجيش، وتهدف إلى إجراء عمليات في كل الظروف أنواع الإجراءات الأسلحة القتالية. من بين أولويات وحدات الجيش الطيران الأوكرانية لتوفير استطلاع للعدو نظم الهجوم أسلحة النووية، وتوفير المعدات والموارد البشرية، وإعطاء تكتيكية الدعم النار خلال هجوم أو المضاد، والقوات البرية airmobile، وتسليم الأسلحة الحربية والعاملين في مجالات محددة وتنفيذ المهام الرئيسية الأخرى. هيكل الطيران جيش يتكون من فوجين. تم تجهيز قوات الجيش والطيران مع طراز MI - 8، ومروحيات من طراز MI - 24، والمتغيرات الخاصة بهم.
كما نرى عقيدة العسكرية الأوكرانية دفاعي بصرامة قوات airmobile بمثابة استجابة سريعة وحدات من الجيش، في حالة وقوع هجوم على سيادة أوكرانيا. هيكل Airmobile القوات "وتتألف من تشكيلات وعناصر من الجيش والطيران في الجيش. مدربون تدريبا جيدا لأنشطة هذه الوحدات الهجومية وراء خطوط العدو. قوات airmobile هي في حالة استنفار دائم وقاعدة خطتهم المعركة حركية عالية، مما يسمح لهم بإجراء أي مهمة قتالية تحت أي ظرف من الظروف. قوات airmobile تتكون من ألوية airmobile اثنين، لواء المحمول جوا وكتيبة واحدة airmobile. [8] بعض تشكيلات airmobile مجمعة سابقا في شعبة Airmobile 1 لكنه تم حلها الآن هذا.

### الصواريخ والمدفعية من القوات

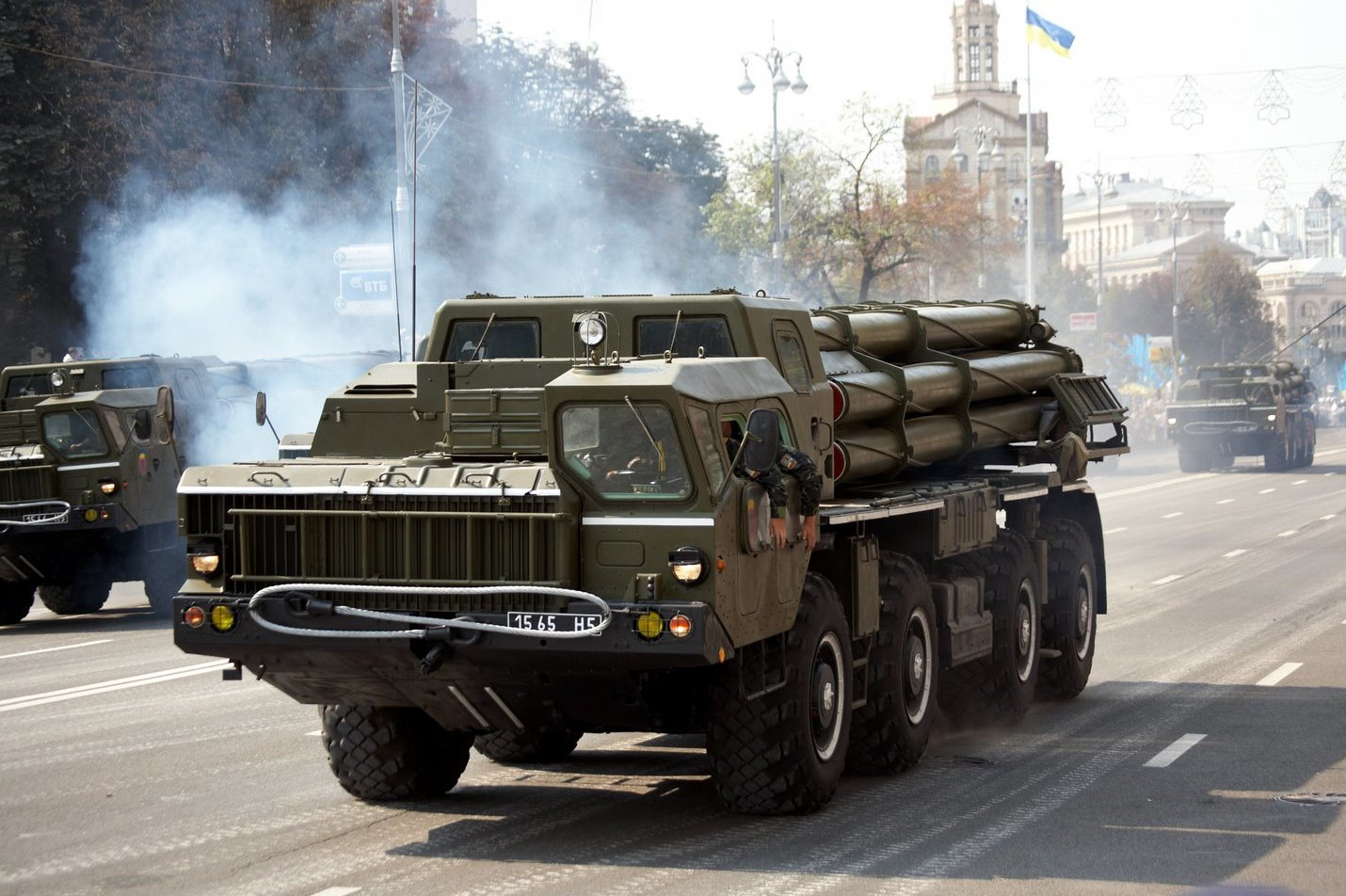
Ukrainian بي إم-30 سميرتش heavy راجمة صواريخs on parade in Kiev

القوات الصاروخية والمدفعية قوات من الجيش تتكون من تشكيلات من صواريخ العمليات التكتيكية والتكتيكية، والمدفعية ذاتية الحركة ومدافع هاوتزر، طائرة صاروخية ومدفعية مضادة للدبابات، ووحدات استطلاع المدفعية والهاون وحدات من وحدات الصواريخ المضادة للدبابات. هذه القوى تعمل على دعم الجيش لأنها تشكيلات أخرى، وبالتالي فهي مضطرة لتدمير العدو الموارد البشرية، والدبابات والمدفعية المضادة للدبابات الأسلحة والطائرات والدفاع الجوي من الكائنات والأشياء الأخرى الهامة خلال عمليات قتالية. تم تجهيز القوات الصاروخية والمدفعية مع: مجمعات صاروخية من صواريخ العمليات التكتيكية والتعبوية؛ متعددة الأنظمة الصاروخية صواريخ قاذفة، مثل غراد Smerch، أوراغان؛ أيضا، Giatsint، بيون، Akatsiya، Gvozdika مدافع هاوتزر، و، كونكورس، T - 12 المضادة للدبابات مدفع مضاد للدبابات.

### جيش الدفاع الجوي
الدفاع الجوي وحدات الجيش هي المسؤولة عن تغطية القوات ضد الهجمات الجوية العدو في أي مكان على أرض المعركة، وأثناء وجوده في مكافحة تم تجهيز الجيش الأوكراني فرع القوات البرية للدفاع الجوي مع مجموعة متنوعة من نظم فعالة لصواريخ ارض جو من طراز مستوى الانقسام والصواريخ المضادة للطائرات والمدفعية المجمعات مستوى الفوج. وتتميز وحدات فوج مستوى بمعدل عال من النيران، والحيوية والقدرة على المناورة، والقدرة على العمل تحت كل الظروف الحديثة مكافحة عمليات التسلح. وتتميز أنظمة صواريخ أرض جو من طراز ومجمعات مستوى القسمة على المدى الطويل وقوة النيران ومجهزة مجمعات صواريخ ارض جو من طراز S - 300، أوسا، بوك، بوك M1 - وتور. في حين تم تجهيز المضادة للطائرات والمجمعات المدفعية التي هي من مستوى الفوج مع تونغوسكا - M1، إيغلا نظام المنظومات، ستريلا، ونظم Shilka صواريخ مضادة للطائرات. [9] على الرغم من أن الجيش النظام الوحيد الرادار منفصل، بمعنى أنه يسن ' ر جزءا من أي نظام مضاد للطائرات، هو الأوكرانية كولتشوغا - M. تم تصميمه في وقت ما بين عامي 1993-1997، ويقال إن هذا النظام ليكون واحدا من معظم (إن لم يكن أكثر) أجهزة استشعار السلبي تقدما في العالم، كما ادعى أن تكون قادرة على كشف طائرات الشبح. [10]

## الهيكل الحالي
وكان هيكل القوات البرية الأوكراني في نهاية عام 2009 : [11]
- أوامر تنفيذية—2
- المديرية الإقليمية—1
- فيلق الجيش—3
- ألوية—17 (الميكانيكية—8 المدرعة—2، Airmobile—2، المحمولة جوا—1، المدفعية—3، الصواريخ—1)
- أفواج—23 (الميكانيكية—1، Airmobile—1، والمدفعية على رد الفعل—3، الدفاع الجوي—3، للأغراض الخاصة—2، وجيش الطيران—2، إشارة—4، والمهندس—4، والحرب الإلكترونية—1 والإشعاعية والكيميائية، والدفاع البيولوجي—1، الخاص—1)

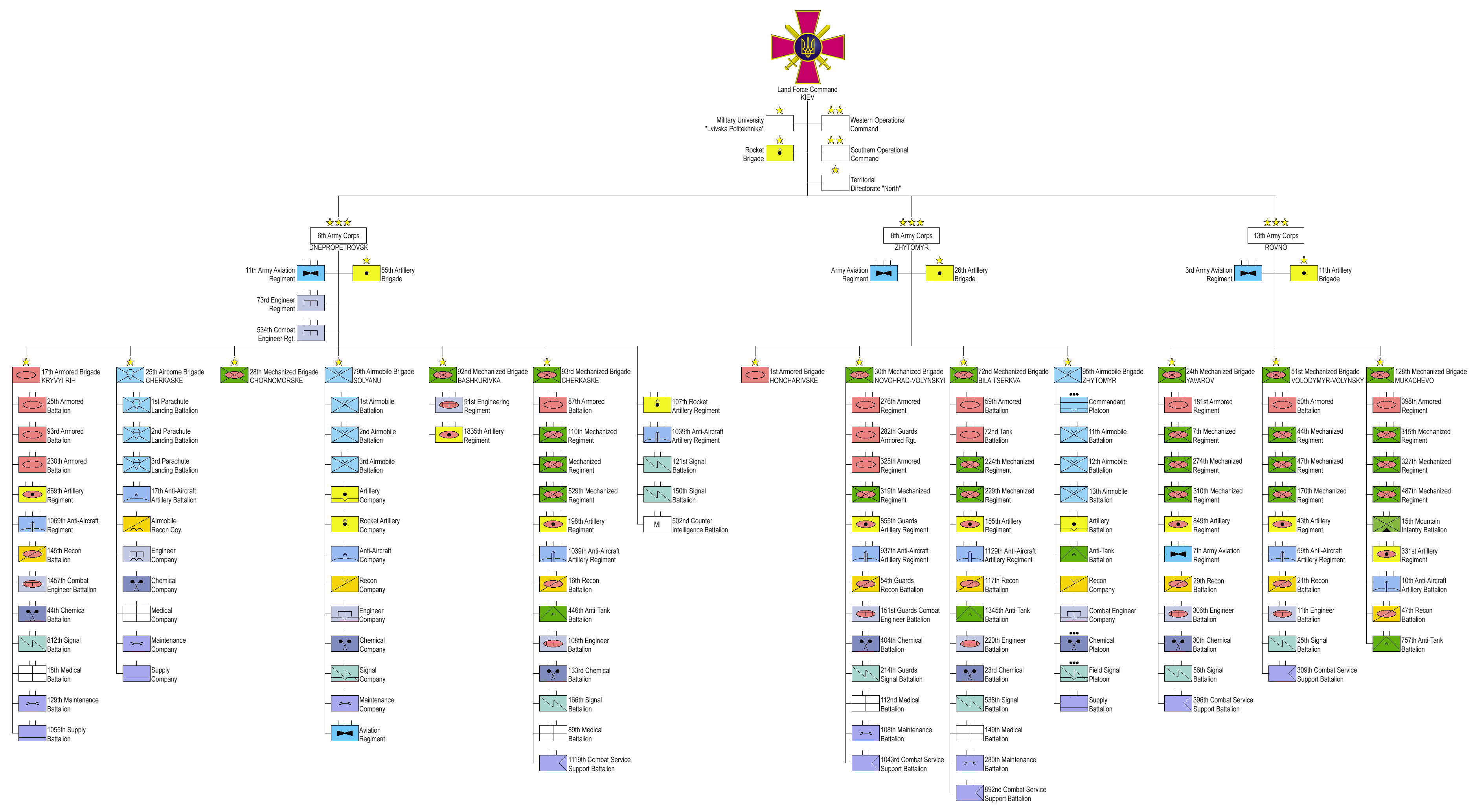
Incomplete structure of the Ukrainian Ground Forces (some units show their pre-2004 structure)

- مراكز التدريب—1

### الهيكل التفصيلي
- Ground Force Command
  - )
    -  25th Airborne Brigade  [لغات أخرى]‏ (Cherkaske)
    -  79th Airmobile Brigade  [لغات أخرى]‏
    -  28th Guards Mechanized Brigade  [لغات أخرى]‏ (Chornomorske)
    -  92nd Guards Mechanized Brigade  [لغات أخرى]‏ (Chuhuiv)
    - 17th Guards Armored Brigade  [لغات أخرى]‏ (كريفي ريه)
    - 55th Artillery Brigade
    - Corps Units

  -  8th Army Corps  [لغات أخرى]‏ (جيتومير)
    -  1st Armored Brigade  [لغات أخرى]‏ (هونتشاريفسكي (محافظة تشيرنيهيف))
    -  30th Mechanized Brigade  [لغات أخرى]‏ (Novohrad-Volynskyi)
    -  72nd Mechanized Brigade  [لغات أخرى]‏ (بيلا تسيركفا)
    -  95th Airmobile Brigade  [لغات أخرى]‏ (جيتومير)
    -  26th Artillery Brigade (بيردوشيف)
    -  3rd Army Aviation Regiment  [لغات أخرى]‏ (برودي)
    - Corps Units

  -  13th Army Corps (روفنو) (former Soviet 13th Army  [لغات أخرى]‏)
    -  24th Mechanized Brigade  [لغات أخرى]‏ (Yavoriv)
    -  128th Guards Mechanized Brigade  [لغات أخرى]‏ (موكاجيفا)
    -  11th Artillery Brigade  [لغات أخرى]‏ (ترنوبل)
    -  7th Army Aviation Regiment  [لغات أخرى]‏ (نويفي كالينيف)

  -  Western Operational Command (former Soviet Carpathian Military District)
  -  Southern Operational Command (former Soviet Odessa Military District)
  -  Territorial Directorate "North"
  -  جامعة لفيف التطبيقية الوطنية (لفيف)
  -  19th Rocket Brigade
  - other various Ground Force Command Support Units

## القوة والمعدات العسكرية
- 73,300 العاملين[1]
- 735 الدبابات[1]
- 2,155 المدرعات[1]
- 72 الهيلوكووبتر[1]
- 892 المدفعية[1]

الدبابات
- تي-84 O plot
- تي-80
- تي-72 - 1,302
- تي-64 - 2,281
- تي-64 - 56[2]

ناقلات الجند

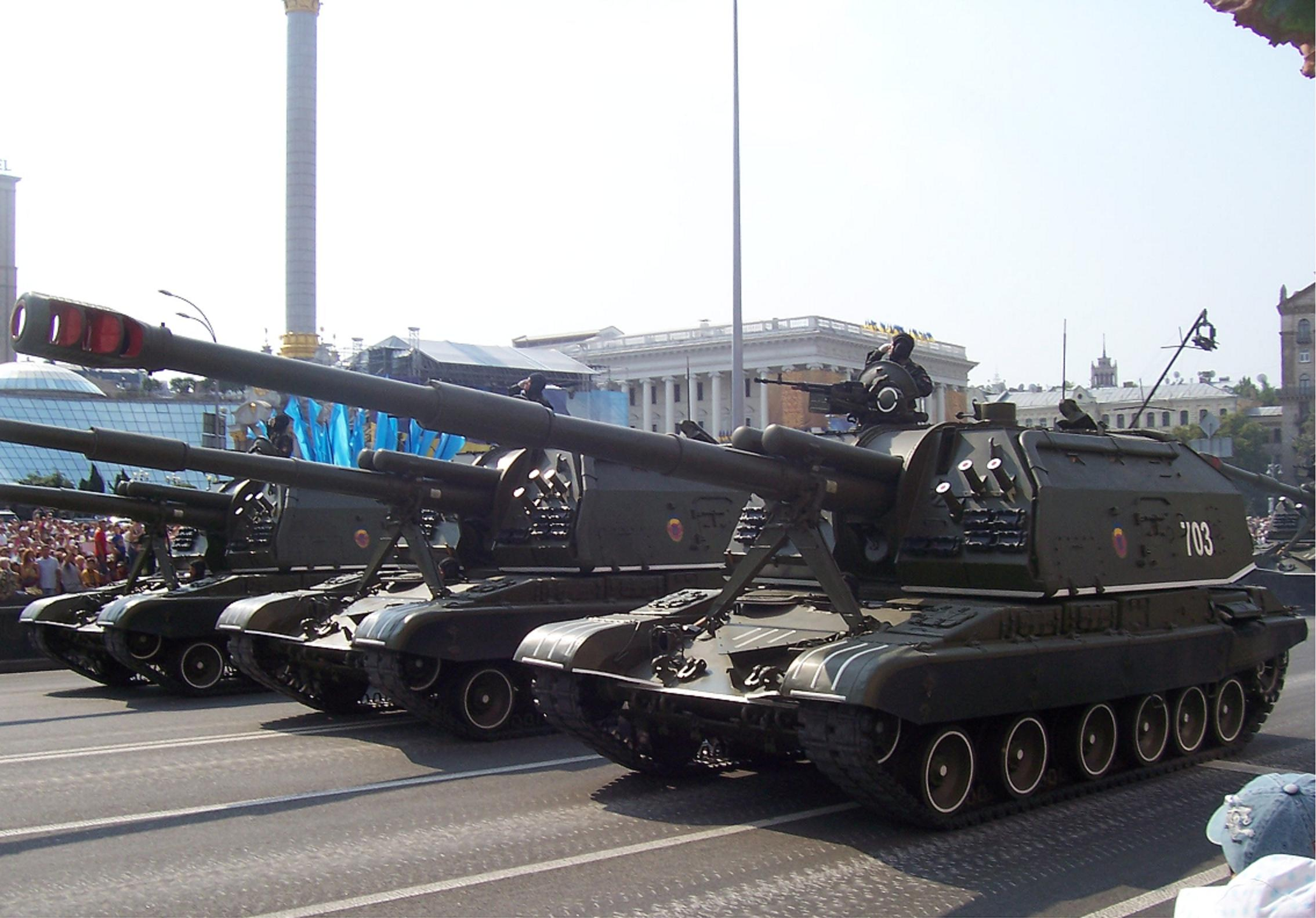
Ukrainian 2S19 Msta self-propelled artillery units

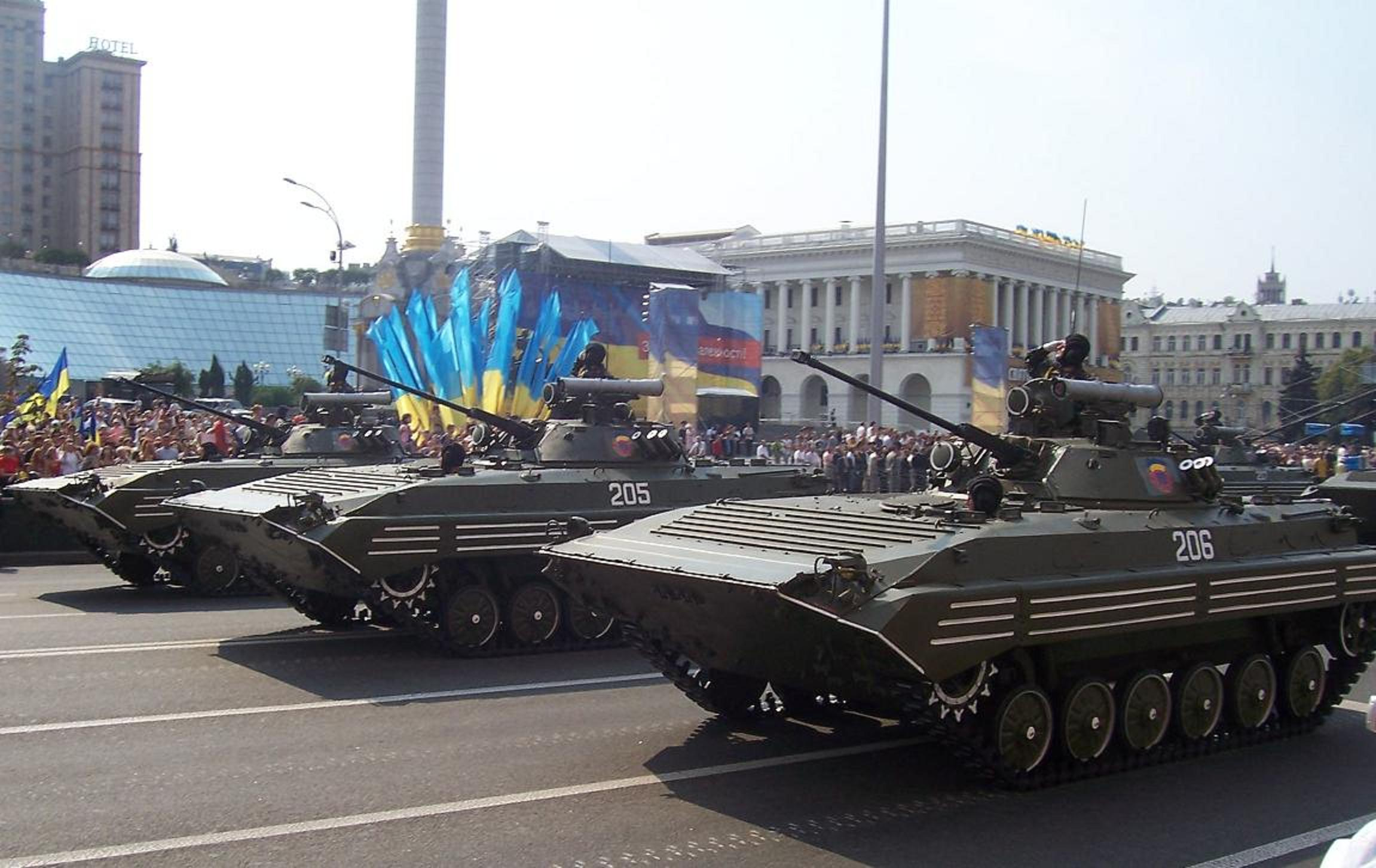
Ukrainian BMP-2s

- بي إم بي-1 (some upgraded with Shkval turret) - 1,008[3]
- بي إم بي-2 1,434 [3]
- بي إم بي-3 4 (not used, in reserve)
- بي تي أر-60 176 [3]
- بي تي أر-70 (some upgraded with diesel engine) - 1,026[3]
- بي تي أر-80 456[3]
- بي تي أر-90
- بي تي أر-3 (Ukrainian designed, not used by Ukrainian military)
- مدرعة إم تي-إل بي - 2,315
- هامفي 12 vehicles donated by the United States to UKRPOLBAT.[4][5][6][7]
- Dozor-B (Ukrainian designed, not used by Ukrainian military)

Combat Helicopters
- ميل مي-8/ميل مي-17 - 56
- ميل مي-24 - 42
- ميل مي-26 - 25

Artillery
- بي إم-21 غراد MRL 122 mm - 450 [8]
- 9P140 "Uragan"  [لغات أخرى]‏ MRL 220 mm - 76 [8]
- بي إم-30 سميرتش MRL 300mm - 100 [8]
- فوزديكا 2أس1 SP howitzer 122mm 638 [3]
- 2 أس 3 أكتسيا SP howitzer 152mm 501
- 2 اس 5 غياتسينت - اس SP gun 152mm 24 [3]
- هاوتزر عيار 152 مم 2S19 -S SP howitzer 152mm 40 [3][8]
- D-20 152mm howitzer
- D-30 howitzer 122mm 443

قالب:Armies of Ukraine
Anti-Aircraft
- Army level
  - أس - 300, (SA-12 Gladiator) [10]
  - نظام رادار كولشوغا (Ukrainian-designed)
- Division (brigade) level
  - تور (نظام صاروخي) or 9K330 Tor, (SA-15 Gauntlet)
  - نظام صواريخ بوك (SA-11 Gadfly)
  - نظام صواريخ بوك (SA-17 Grizzly)
- Regiment level
  - 9كيه35 ستريلا-10 (SA-13 Gopher)
  - Tunguska M1 LLAD (SA-19 Grison)
  - زي أس يو-23-4 شيلكا - 300
  - صاروخ إيغلا (SA-18 Grouse)

Surface to Surface tactical missiles
- أو تي آر-21 توشكا (SS-21 Scarab) - 90 [3]

Small arms
- Vepr (Ukrainian-designed) [11]
- تافور (Built Under License) [12]
- إيه كيه-74
- إيه كيه إم
- ماكاروف (مسدس)
- Fort 12 (Ukrainian designed) [13]
- آر بي كي
- آر بي كي
- رشاش بي كي
- دراغونوف
- 9م113 كونكورس (AT-5 Spandrel)
- 9M111 Fagot (AT-4 Spigot)
- 9K115-2 Metis-M (AT-13 Saxhorn-2)
- 9إم133 كورنت (AT-14 Spriggan)
- آر بي جي - 29
- RPG-22
- آر بي جي 7

## وصلات الخارجية
- The Army of the Armed Forces of Ukraine at the Ministry of Defence of Ukraine
- Armament of Ukrainian Ground Forces at the Ministry of Defence of Ukraine
- Ukraine: Ground Forces Equipment
- Vepr Assault Rifle